# Burgringrennen

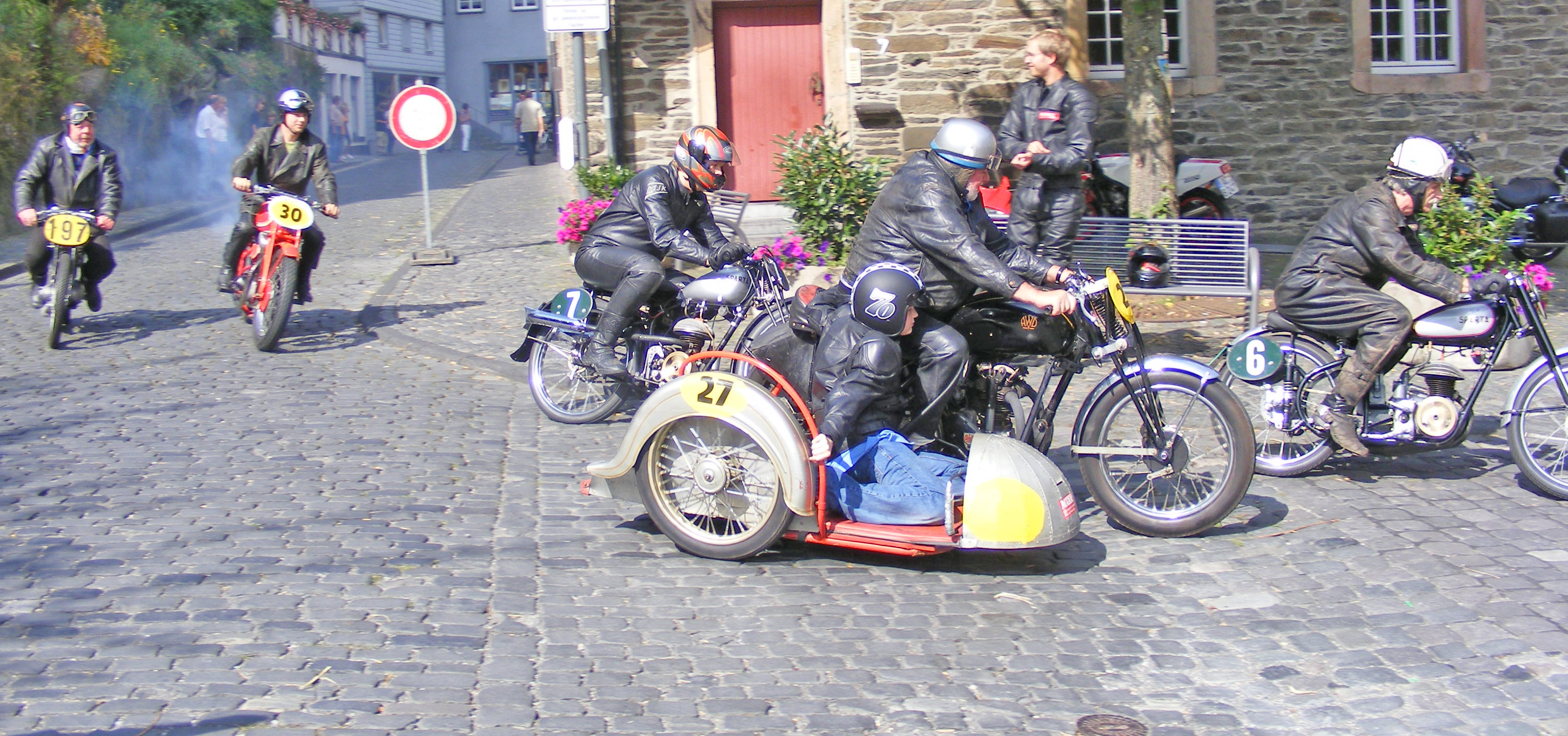
Rennen zum 50-jährigen Jubiläum im Jahre 2008

Das Burgringrennen war ein innerörtliches Rennen für Motorräder und Kleinrennwagen mit Hubräumen bis 750 cm³, welches in Monschau, Eifel, stattfand.
Insgesamt fünf Rennen fanden von 1948 bis 1952 in der Monschauer Innenstadt auf einem 4,9 km langen Rundkurs statt. Das Burgringrennen musste eingestellt werden, als 1952 innerörtliche Rennen verboten wurden. Das letzte Rennen wurde am 8. Juni 1952 gefahren. In diesem Jahr wurde auch der Zuschauerrekord mit 40.000 Personen erreicht, die teilweise aus dem benachbarten Belgien bzw. den Niederlanden anreisten. Es starteten 55 Fahrer.
Fahrerlager sowie Start und Ziel waren an der heutigen Schwimmhalle bzw. der Schule. Gefahren wurde über die Bundesstraße 399. Man fuhr in einer scharfen Kurve in die Stadt hinein und durchquerte sie bis zur Einmündung der Laufenstraße in die Bundesstraße. Von dort ging es in einer scharfen Kehre in Richtung Süden zurück.
Teilweise verlief der Parcours über Kopfsteinpflaster. Die besten Fahrer schafften eine Runde in 2 Minuten und 57 Sekunden, was einer Durchschnittsgeschwindigkeit von 99,7 km/h entspricht. 
Als Veranstalter fungierten der damalige MCM (Motorsportclub Monschau) und die Düsseldorfer Motorradrennfahrer-Vereinigung. 